# 伝馬宿入用
伝馬宿入用（てんましゅくにゅうよう）とは、江戸幕府が直轄領（天領）に対して賦課した付加税で高掛三役の1つ。

## 概要
徳川幕府は五街道に置かれた宿駅の宿役人や問屋や本陣への給米やその他宿駅の経費を賄う目的で村高100石につき米6升を村ごとに賦課し、本年貢とともに納付させた。原則的には米納であったが、実際には金納をもって代えられる場合も多かった。なお、当の宿駅や助郷負担をしている村々についても賦課の対象とされていた。また、御三卿の所領とされた地域は本来幕府の直轄領ではないが、伝馬宿入用と六尺給米については例外的に賦課の対象とされた。
開始時期については、元禄7年（1694年）に勘定方が定めたとする説と宝永4年（1707年）に宿役人が設置された際にその給米を賄うために徴収を開始したとする説がある。なお、正徳2年（1712年）に宿役人は廃止されたが、宿駅の経費に充てる財源とするために継続された。当初は徴収された米・金は幕府領の主要都市に集められていたが、元文5年（1740年）以後は全てが江戸に集められることになった。宝暦6年（1756年）以後は、5割以上の損害を受けた凶作の地域に対しては免除されることとなった。

## 高掛物として夫銀・堤銀・伝馬銀
伝馬役入用のように宿駅や助郷の維持のために特別な賦課が行われることが、諸藩でも行われていた。
例えば、尾張藩には高掛物として夫銀・堤銀と並んで伝馬銀（てんまぎん）があった。これは交通量の増大とともに人馬継立に関わる宿駅及び周辺農村にかかる助郷などの負担を軽減するために開始された制度で、
尾張国では天和2年（1682年）、美濃国では元禄8年（1695年）より人馬継立に関する負担を行っていない地域を対象に100石につき銀70匁の割合で実施された。
徴収された銀は宿駅の維持や助郷の経費支給に充てられた。
ただし、享保11年（1726年）以後は一旦全額が藩の一般収入に加えられ、別途一般支出として宿駅・助郷費用支給を行っている。